# If You Could See Me Now
If you could see me now is een nummer en single van de Ierse softrockband The Script. Het nummer gaat over het gemis van de ouders van de gitarist Mark Sheehan en over het overlijden van de vader van de leadzanger Danny O'Donoghue.
De videoclip van If you could see me now bevat o.a beelden van de Ziggo Dome.

## Tracklist
| Soort geluidsdrager | Uitgebracht | Tracks                  | Duur |
| ------------------- | ----------- | ----------------------- | ---- |
| Download            | 18-02-2013  | If you could see me now | 3:39 |

## Hitnoteringen

### Hitlijsten
| Hitlijst               | Datum van binnenkomst | Hoogste positie | Aantal weken | Laatste notering |
| ---------------------- | --------------------- | --------------- | ------------ | ---------------- |
| Single Top 100         | 23-02-2013            | 27              | 25           | 10-08-2013       |
| Nederlandse Top 40     | 02-03-2013            | 21              | 14           | 01-06-2013       |
| Australische Top 50    | 21-04-2013            | 34              | 4            | 12-05-2013       |
| Nieuw-Zeelandse Top 40 | 25-02-2013            | 11              | 14           | 27-05-2013       |
| Oostenrijkse Top 75    | 17-05-2013            | 16              | 17           | 06-09-2013       |
| UK Singles Chart       | 23-02-2013            | 20              | 19           | 22-06-2013       |

### NPO Radio 2 Top 2000
| Nummer met noteringen in de NPO Radio 2 Top 2000 | '13  | '14 | '15 | '16 | '17  | '18  | '19  | '20  | '21  | '22  | '23  | '24  |
| ------------------------------------------------ | ---- | --- | --- | --- | ---- | ---- | ---- | ---- | ---- | ---- | ---- | ---- |
| If You Could See Me Now                          | 1828 | 549 | 667 | 924 | 1051 | 1065 | 1219 | 1405 | 1533 | 1531 | 1413 | 1478 |

1. ↑  Een vetgedrukt getal geeft de hoogste notering aan.
2. ↑  2013 was het eerste jaar met een notering voor dit nummer.